# Piteälven
Pite (szw. Piteälven) – rzeka na Półwyspie Skandynawskim w północnej Szwecji. Jedna z głównych rzek kraju. 
Długość rzeki wynosi 370 km. Uchodzi do Zatoki Botnickiej. Na rzece występuje wiele wodospadów.